# El Vigia
El Vigia é uma cidade venezuelana, capital do município de Alberto Adriani.